# 1994년 FIFA 월드컵 예선 대륙간 플레이오프
1994년 FIFA 월드컵 예선 대륙간 플레이오프는 각 대륙 예선전에서 대륙간 플레이오프에 진출한 3개의 국가 중 월드컵 본선에 진출할 1개 국가 대표팀을 가리는 대회이다. 홈 앤 어웨이 방식으로 진행되며 대륙간 플레이오프의 승자는 1994년 FIFA 월드컵 본선에 진출한다.

## 진행 방식
대륙간 플레이오프는 2단계에 걸쳐 진행된다. 북중미카리브 지역 최종 예선 2위 팀과 오세아니아 지역 최종 예선 승자 간의 대륙간 플레이오프 1라운드가 먼저 진행된다.
대륙간 플레이오프 1라운드에서 승리한 팀은 남미 지역 예선 1조 2위 팀과의 대륙간 플레이오프 2라운드에 진출한다. 대륙간 플레이오프 2라운드에서 승리한 팀은 본선에 진출한다.

## 참가국
다음 3개의 국가대표팀이 참가한다.
- 캐나다 (북중미카리브 최종 예선 2위)
- 오스트레일리아 (오세아니아 최종 예선 승자)
- 아르헨티나 (남미 1조 2위 팀)

## 경기 결과

### CONCACAF vs OFC 대륙간 플레이오프
| 팀 1   | 합계              | 팀 2           | 1차전 | 2차전        |
| ------ | ----------------- | -------------- | ----- | ------------ |
| 캐나다 | 3 - 3 (1 - 4 PSO) | 오스트레일리아 | 2 - 1 | 1 - 2 (연장) |

| 캐나다                  | 2 – 1 | 오스트레일리아        |
| ----------------------- | ----- | --------------------- |
| 왓슨 50′ · 모빌리오 57′ |       | 다소비치 44′ (자책골) |

| 오스트레일리아                  | 2 – 1 (연장) | 캐나다                 |
| ------------------------------- | ------------ | ---------------------- |
| 퍼리나 45′ · 두라코비치 88′     |              | 후퍼 54′               |
| 승부차기                        |              |                        |
| 웨이드 · 비드마 · 토빈 · 퍼리나 | 4 – 1        | 미첼 · 번버리 · 스위니 |

 오스트레일리아가 합계 3 - 3, 승부차기 4 - 1로 남미와의 대륙간 플레이오프에 진출.

### OFC vs CONMEBOL 대륙간 플레이오프
| 팀 1           | 합계  | 팀 2       | 1차전 | 2차전 |
| -------------- | ----- | ---------- | ----- | ----- |
| 오스트레일리아 | 1 - 2 | 아르헨티나 | 1 - 1 | 0 - 1 |

| 오스트레일리아 | 1 – 1 | 아르헨티나 |
| -------------- | ----- | ---------- |
| 비드마 42′     |       | 발보 37′   |

| 아르헨티나        | 1 – 0 | 오스트레일리아 |
| ----------------- | ----- | -------------- |
| 토빈 59′ (자책골) |       |                |

 아르헨티나가 합계 2 - 1로 본선 진출.